# 요르단의 국기
요르단의 국기는 1928년 4월 18일에 제정되었다. 국기 디자인은 제1차 세계 대전 당시 오스만 제국에 반란을 일으킨 아랍 반란의 깃발에서 따온 것이다.
국기는 검은색, 하얀색, 초록색 가로 줄무늬에 깃대 쪽으로 빨간색 삼각형이 그려져 있고 빨간색 삼각형 안에 하얀색 칠각별이 그려져 있다. 검은색은 아바스 왕조를, 하얀색은 우마이야 왕조를, 초록색은 파티마 왕조를, 빨간색은 하심가와 아랍 반란을 뜻하며 하얀색 칠각별은 이슬람교의 경전인 《꾸란》의 첫 장에 쓰인 7개의 구절을 의미한다.

## 색상
| 색상 | 빨강                | 하양                  | 검정            | 초록               |
| ---- | ------------------- | --------------------- | --------------- | ------------------ |
| RGB  | 206–17–38 (#CE1126) | 255–255–255 (#FFFFFF) | 0–0–0 (#000000) | 0–122–61 (#007A3D) |

## 특징
칠각별은 이슬람교의 경전인 《꾸란》의 첫 장에 쓰인 7개의 구절을 의미하며 아라비아의 통합을 상징하기도 한다. 또한 칠각별은 요르단의 수도인 암만에 지어진 7개의 언덕을 의미하기도 하며 알라에 대한 신앙, 박애, 겸손, 국가 정신, 미덕, 사회 정의, 포부를 상징한다. 또한 이 별은 아라비아 민족의 통합을 의미하기도 한다.
붉은색에 있는 칠각별 및 붉은색의 비율을 줄이면 팔레스타인의 국기와 같아지게 된다.

## 같이 보기
- 헤자즈 왕국

## 참고 문헌
1. ↑  “보관된 사본”. 2012년 5월 15일에 원본 문서에서 보존된 문서. 2014년 5월 9일에 확인함.